# Chivoro
Chivoro är en ort i Mexiko, tillhörande kommunen Jocotitlán i den nordvästra delen av delstaten Mexiko. Orten hade 204 invånare vid folkräkningen 2010.